# Цеванг Палджор
Цеванг Палджор (англ. Tsewang Paljor; 1968, Индия — 10 мая 1996, Эверест) — индийский альпинист тибетского происхождения, рядовой индийских военно-воздушных сил, участник трагической экспедиции на Эверест в 1996 году. Его останки, получившие прозвище «Зелёные ботинки» (Green Boots), долгое время служили заметным ориентиром на северном маршруте восхождения на Эверест.

## Биография
Цеванг Палджор родился в 1968 году в Ладакхе (Индия). Он служил в индийских военно-воздушных силах и занимался альпинизмом.

## Гибель на Эвересте
10 мая 1996 года, во время так называемой трагедии на Эвересте, индийская экспедиция попала в сильный шторм и неблагоприятные погодные условия. Палджор вместе с двумя товарищами погиб при спуске после неудачной попытки достичь вершины.
Его тело осталось в небольшой известняковой пещере у северного маршрута на высоте около 8 500 м. Ярко-зелёные альпинистские ботинки, которые он носил, сделали останки легко узнаваемыми, и с конца 1990-х годов они получили прозвище «Зелёные ботинки».

## «Зелёные ботинки» как ориентир
Местоположение тела Палджора стало известным ориентиром для альпинистов, поднимающихся на вершину Эвереста с тибетской стороны. На протяжении почти двух десятилетий практически каждый альпинист, идущий по северному маршруту, проходил мимо «Зелёных ботинок».
В 2014 году появились сообщения, что останки